# Tereszky (obwód czerkaski)
Tereszky (ukr. Терешки) – wieś na Ukrainie, w obwodzie czerkaskim, w rejonie zwinogródzkim. W 2024 liczyła 709 mieszkańców.